# سیونیولیار
سیونیولیار (به لاتین: Syunnyulyar) یک منطقه مسکونی در جمهوری آذربایجان است که در شهرستان ساموخ واقع شده است.